# Hate That I Love You
Hate That I Love You (pl. Nienawidzę tego, że Cię kocham) – piosenka pop/R&B stworzona przez S. Shaffera, M. S. Eriksena, T. E. Hermansena na trzeci studyjny album Rihanny, Good Girl Gone Bad (2007). Utwór został nagrany z gościnnym udziałem amerykańskiego piosenkarza R&B Ne-Yo, wyprodukowany przez Stargate i wydany jako czwarty singel z krążka. W Stanach Zjednoczonych utwór miał swoją premierę dnia 21 sierpnia 2007 natomiast w Kanadzie tydzień później, dnia 28 sierpnia 2007. W obydwu przypadkach singel odbył premierę w systemie Airplay.

## Informacje o singlu
Dzięki informacjom od magazynu Billboard, utwór grany jest w stacjach radiowych gatunku R&B i zajmuje pozycje w Top 40 radiowych list przebojów. „Hate That I Love You” można usłyszeć w stacjach radiowych w takich miastach jak Nowy Jork, Los Angeles czy Chicago.

## Teledysk
Teledysk do singla reżyserowany był przez Anthony’ego Mandlera oraz nagrywany w Los Angeles dnia 13 sierpnia 2007. Dnia 17 września 2007 ukazał się w portalu Yahoo! Music występ na żywo Rihanny.
Premiera teledysku odbyła się na oficjalnej stronie Rihanny 24 września 2007 roku.

## Listy utworów i formaty singla
| Lp.                           | Tytuł                                    | Czas |
| ----------------------------- | ---------------------------------------- | ---- |
| Amerykański Singel Promocyjny |                                          |      |
| 1.                            | "Hate That I Love You" (Album Version)   | 3:39 |
| 2.                            | "Hate That I Love You" (Instrumental)    | 3:39 |
| Międzynarodowy CD Maxi-Singel |                                          |      |
| 1.                            | "Hate That I Love You" (Album Version)   | 3:39 |
| 2.                            | "Hate That I Love You" (K-Klassic Remix) | 7:41 |
| 3.                            | "Hate That I Love You" (Instrumental)    | 3:39 |
| X.                            | "Hate That I Love You" (Video)           |      |
| Niemiecki 2-Nagraniowy Singel |                                          |      |
| 1.                            | "Hate That I Love You" (Album Version)   | 3:39 |
| 2.                            | "Hate That I Love You" (K-Klassic Remix) | 7:41 |

## Pozycje na listach i certyfikacje
„Hate That I Love You” udało się zająć 7. miejsce w USA, 6. w Nowej Zelandii, w Australii 14. miejsce, w Kanadzie 17. pozycję, oto cała lista:
| Listy (2007/2008)                             | Najwyższa pozycja |
| --------------------------------------------- | ----------------- |
| Australia (ARIA)                              | 14                |
| Austria (Ö3 Austria Top 40)                   | 14                |
| Belgia (Ultratop Flandria)                    | 23                |
| Bułgaria (Singles Top 40)                     | 14                |
| Czechy (IFPI)                                 | 13                |
| Dania (Tracklisten)                           | 30                |
| European Hot 100 Singles                      | 14                |
| Francja (Suomen virallinen lista)             | 16                |
| Hiszpania (PROMUSICAE)                        | 37                |
| Holandia (Dutch Top 40)                       | 22                |
| Irlandia (IRMA)                               | 13                |
| Kanada (Canadian Hot 100)                     | 17                |
| Niemcy (Media Control Charts)                 | 11                |
| Nowa Zelandia (RIANZ)                         | 6                 |
| Portugalia (Singles Top 50)                   | 12                |
| Słowacja (IFPI)                               | 19                |
| Stany Zjednoczone (Billboard Hot 100)         | 7                 |
| Stany Zjednoczone (Hot R&B/Hip-Hop Songs)     | 20                |
| Stany Zjednoczone (Pop Songs)                 | 7                 |
| Świat (World Singles Top 40)                  | 6                 |
| Szwecja (Sverigetopplistan)                   | 10                |
| Szwajcaria (Media Control AG)                 | 13                |
| Węgry (Rádiós Top 40)                         | 4                 |
| Wielka Brytania (The Official Charts Company) | 15                |

### Certyfikacje
| Państwo           | Certyfikator | Certyfikacja |
| ----------------- | ------------ | ------------ |
| Australia         | ARIA         | Złoto        |
| Brazylia          | ABPD         | Platyna      |
| Hiszpania         | PROMUSICAE   | 3x Platyna   |
| Nowa Zelandia     | RIANZ        | Platyna      |
| Stany Zjednoczone | RIAA         | Platyna      |